# EPICS
EPICS (аббр. от англ. Experimental Physics and Industrial Control System) — программная среда для разработки и запуска распределенных систем управления для научных и экспериментальных установок, таких, как ускорители частиц, телескопы и других больших установок. EPICS также предоставляет возможности SCADA.
Среда EPICS создана с целью разработки больших систем, которые часто включают в себя большое число объединённых в сеть компьютеров и обеспечивает распределенное управление и передачу данных.
Разработка началась в Лос-Аламосской национальной лаборатории (США) в 1988 году.
Используется и развивается более чем в 50 научно-исследовательских организациях по всему миру, а также несколькими коммерческими компаниями.

## Организации, использующие EPICS
Африка:
- Themba LABS (англ.), ЮАР

Азия:
- KSTAR (англ., Korea Superconducting Tokamak Advanced Research), Япония
- J-PARC, Япония
- RIKEN RI Beam Factory Project (англ.), Япония
- KAGRA, Япония
- SuperKEKB, Япония
- Beijing Synchrotron Radiation Laboratory, Китай
- Variable Energy Cyclotron Centre (англ., VECC), Индия